# Gran Premi de Gran Bretanya del 2002
Resultats del Gran Premi de la Gran Bretanya de Fórmula 1 de la temporada 2002, disputat al circuit de Silverstone el 7 de juliol del 2002.

## Resultats
| Pos | No | Pilot                 | Equip              | Voltes | Temps/ Retirada  | Pos. de sortida | Punts |
| --- | -- | --------------------- | ------------------ | ------ | ---------------- | --------------- | ----- |
| 1   | 1  | Michael Schumacher    | Ferrari            | 60     | 1h 31' 45. 015   | 3               | 10    |
| 2   | 2  | Rubens Barrichello    | Ferrari            | 60     | + 14.578 s       | 2               | 6     |
| 3   | 6  | Juan Pablo Montoya    | Williams - BMW     | 60     | + 31.661 s       | 1               | 4     |
| 4   | 11 | Jacques Villeneuve    | BAR - Honda        | 59     | + 1 Volta        | 9               | 3     |
| 5   | 12 | Olivier Panis         | BAR - Honda        | 59     | + 1 Volta        | 13              | 2     |
| 6   | 7  | Nick Heidfeld         | Sauber - Petronas  | 59     | + 1 Volta        | 10              | 1     |
| 7   | 9  | Giancarlo Fisichella  | Jordan - Honda     | 59     | + 1 Volta        | 17              |       |
| 8   | 5  | Ralf Schumacher       | Williams - BMW     | 59     | + 1 Volta        | 4               |       |
| 9   | 8  | Felipe Massa          | Sauber - Petronas  | 59     | + 1 Volta        | 11              |       |
| 10  | 3  | David Coulthard       | McLaren - Mercedes | 58     | + 2 Voltes       | 6               |       |
| 11  | 17 | Pedro de la Rosa      | Jaguar - Cosworth  | 58     | + 2 Voltes       | 21              |       |
| 12  | 15 | Jenson Button         | Renault            | 54     | Rodes            | 12              |       |
| Ret | 10 | Takuma Sato           | Jordan - Honda     | 50     | Motor            | 14              |       |
| Ret | 4  | Kimi Räikkönen        | McLaren - Mercedes | 44     | Motor            | 5               |       |
| Ret | 14 | Jarno Trulli          | Renault            | 29     | Part electrònica | 7               |       |
| Ret | 21 | Enrique Bernoldi      | Arrows - Cosworth  | 28     | Direcció         | 18              |       |
| Ret | 16 | Eddie Irvine          | Jaguar - Cosworth  | 23     | Virolla          | 19              |       |
| Ret | 20 | Heinz-Harald Frentzen | Arrows - Cosworth  | 20     | Motor            | 16              |       |
| Ret | 24 | Mika Salo             | Toyota             | 15     | Direcció         | 8               |       |
| Ret | 23 | Mark Webber           | Minardi - Asiatech | 9      | Embragatge       | 20              |       |
| Ret | 25 | Allan McNish          | Toyota             | 0      | Embragatge       | 15              |       |

## Altres
- Pole: Juan Pablo Montoya 1' 18. 998

- Volta ràpida: Rubens Barrichello 1' 23. 083 (a la volta 58)